# Promitobates granulosissimus
Promitobates granulosissimus is een hooiwagen uit de familie Gonyleptidae.